# Двинская провинция
Двинская провинция — одна из провинций Российской империи.
Двинская провинция была образована из земель Ливонского воеводства в 1772 году, отошедших к Российской империи после первого раздела Речи Посполитой, и вошла в состав Псковской губернии.
7 ноября 1775 года, наряду с остальными провинциями Российской империи, Двинская провинция была упразднена.